# Jules Martin de Roquebrune
Pour les articles homonymes, voir Roquebrune.
Joachim François Jules Martin de Roquebrune, né le 24 octobre 1808 à Toulon (Var) et mort le 4 août 1881 à Sorèze (Tarn), est un officier général de la marine française et maire de Toulon.

## Biographie
Entré au service du port de Toulon en 1824, élève au collège royal d'Angoulême de 1824 à 1826, il embarque comme élève aspirant sur la corvette de 22 canons Victorieuse de 1826 à 1827. Il sert en Algérie et durant la Guerre de Crimée. Capitaine de vaisseau depuis 1852, il est promu contre-amiral le 6 avril 1867 et sert comme major général de la marine à Brest, puis à Toulon.
Il assure l'intérim du vice-amiral de La Grandière, dans les fonctions de préfet maritime de Toulon, du 15 au 21 octobre 1870. Il est nommé général de division dans l'armée auxiliaire en décembre 1870 pour commander le camp de Sathonay. Il est placé dans le cadre de réserve lorsqu'il quitte ce commandement le 14 mars 1871. L'amiral Martin est promu commandeur de la Légion d'honneur le 31 décembre 1860.

### Carrière politique
Nommé maire de Toulon par le gouvernement de l'Ordre moral, il est installé le 21 février 1874 et administre la cité jusqu'en 1876.
Il est candidat conservateur aux élections législatives du 14 octobre 1877 dans la première circonscription de Toulon, mais est battu dès le premier tour, n'obtenant que 2243 voix contre 8196 pour Augustin Daumas, député sortant, réélu.